# Roses Are Red (single)
"Roses Are Red" é uma canção da banda dinamarquesa Aqua, lançado como segundo single da banda e primeiro do seu álbum de estreia, Aquarium. Para além disso, é o primeiro single sob o nome de Aqua.
O single foi bem sucedido em vários países Europeus, nomeadamente a Escandinávia onde atingiu a primeira posição da tabela musical da Dinamarca e no top 10 da Suécia, Noruega e Finlândia. Nunca chegou a ser lançado no Reino Unido como single. A canção foi inspirada no poema, Roses are red, cujo foi produziu variações satíricas e humorísticas.
Foi remixada em 2008, no "Hush" de Yoi, ficando "Hush the Red Roses" e fez parte da banda sonora do filme Monsters vs. Aliens. A sequência faz referência ao Dance Dance Revolution.

## Faixas e formatos
| CD Maxi-Single na Dinamarca |                                         |         |  |
| N.º                         | Título                                  | Duração |  |
| 1.                          | "Roses Are Red" (Versão da rádio)       | 3:33    |  |
| 2.                          | "Roses Are Red"                         | 3:43    |  |
| 3.                          | "Roses Are Red" (Versão alargada)       | 5:58    |  |
| 4.                          | "Roses Are Red" (Versão de discoteca)   | 7:00    |  |
| 5.                          | "Roses Are Red" (Edição de discoteca)   | 4:14    |  |
| 6.                          | "Roses Are Red" (Versão Disco 70's Mix) | 3:17    |  |
| 7.                          | "Roses Are Red" (Instrumental)          | 3:44    |  |
| Duração total:              | Duração total:                          | 30:09   |  |

| Vinil promocional americano - Lado A |                                       |         |  |
| N.º                                  | Título                                | Duração |  |
| 1.                                   | "Roses Are Red" (Versão alargada)     | 5:58    |  |
| 2.                                   | "Roses Are Red" (Versão de discoteca) | 7:00    |  |
| Duração total:                       | Duração total:                        | 12:58   |  |

| Vinil promocional americano - Lado B |                                        |         |  |
| N.º                                  | Título                                 | Duração |  |
| 1.                                   | "Roses Are Red" (Edição de rádio)      | 5:58    |  |
| 2.                                   | "Roses Are Red" (Versão de discoteca)  | 7:00    |  |
| 3.                                   | "Roses Are Red" (Versão Disco 70' Mix) | 7:00    |  |
| Duração total:                       | Duração total:                         | 19:58   |  |

| Vinil italiano - Lado A (1996) |                                   |         |  |
| N.º                            | Título                            | Duração |  |
| 1.                             | "Roses Are Red" (Versão original) | 3:37    |  |
| 2.                             | "Roses Are Red" (Versão alargada) | 5:58    |  |
| Duração total:                 | Duração total:                    | 8:95    |  |

| Vinil italiano - Lado B (1996) |                                        |         |  |
| N.º                            | Título                                 | Duração |  |
| 1.                             | "Roses Are Red" (Versão de discoteca)  | 7:00    |  |
| 2.                             | "Roses Are Red" (Versão Disco 70' Mix) | 3:17    |  |
| Duração total:                 | Duração total:                         | 10:17   |  |

| Vinil italiano - Lado A (1998) |                                    |         |  |
| N.º                            | Título                             | Duração |  |
| 1.                             | "Roses Are Red" (Mistura original) | 3:43    |  |
| 2.                             | "Roses Are Red" (Versão alargada)  | 5:58    |  |
| 3.                             | "Roses Are Red" (Edição de rádio)  | 3:45    |  |
| Duração total:                 | Duração total:                     | 12:46   |  |

| Vinil italiano - Lado B (1998) |                                        |         |  |
| N.º                            | Título                                 | Duração |  |
| 1.                             | "Roses Are Red" (Versão de discoteca)  | 7:00    |  |
| 2.                             | "Roses Are Red" (Edição de discoteca)  | 4:14    |  |
| 3.                             | "Roses Are Red" (Versão Disco 70' Mix) | 3:17    |  |
| Duração total:                 | Duração total:                         | 14:31   |  |

## Desempenho nas tabelas musicais

### Posições
| Tabela musical (1996)             | Melhor posição |
| --------------------------------- | -------------- |
| Dinamarca - Denmark Singles Chart | 1              |
| Suécia - Sweden Singles Chart     | 2              |
| Suécia - Norway Singles Chart     | 5              |